# Transisalanus Adolphus van Voorst tot Hagenvoorde van Bergentheim
Transisalanus Adolphus van Voorst (juli 1651 - 11 juni 1707) was een telg uit het geslacht Van Voërst. Hij was heer van Hagenvoorde, Wenerhold, Egede en Wenaert.
Van Voorst werd geboren als zoon van Hiddo van Voorst tot Hagenvoorde op kasteel Hagenvoorde. Hij kreeg de naam Transisalanus (=Overijsselaar)  omdat hij petekind was van Gedeputeerde Staten van Overijssel. Van Voorst was hofmeester van Willem III, drost en kastelein van de stad Gorinchem en het land van Arkel. In 1684 kocht hij de vrije heerlijkheid Jaarsveld. In 1688 maakte hij deel uit van het gevolg van Willem III en Mary Stuart naar Engeland. Ook was hij lid van de Ridderschap van Holland en van de Raad van State. Hij huwde in 1681 Den Haag met Arnoldina (Aertje)de Graeff. Hun huwelijk bleef kinderloos. Hij overleed in juni 1707 op 55-jarige leeftijd en werd begraven in de Nicolaaskerk van Wijhe, waar een grafmonument voor hem werd opgericht, gemaakt door de beeldhouwer Jan Mast.

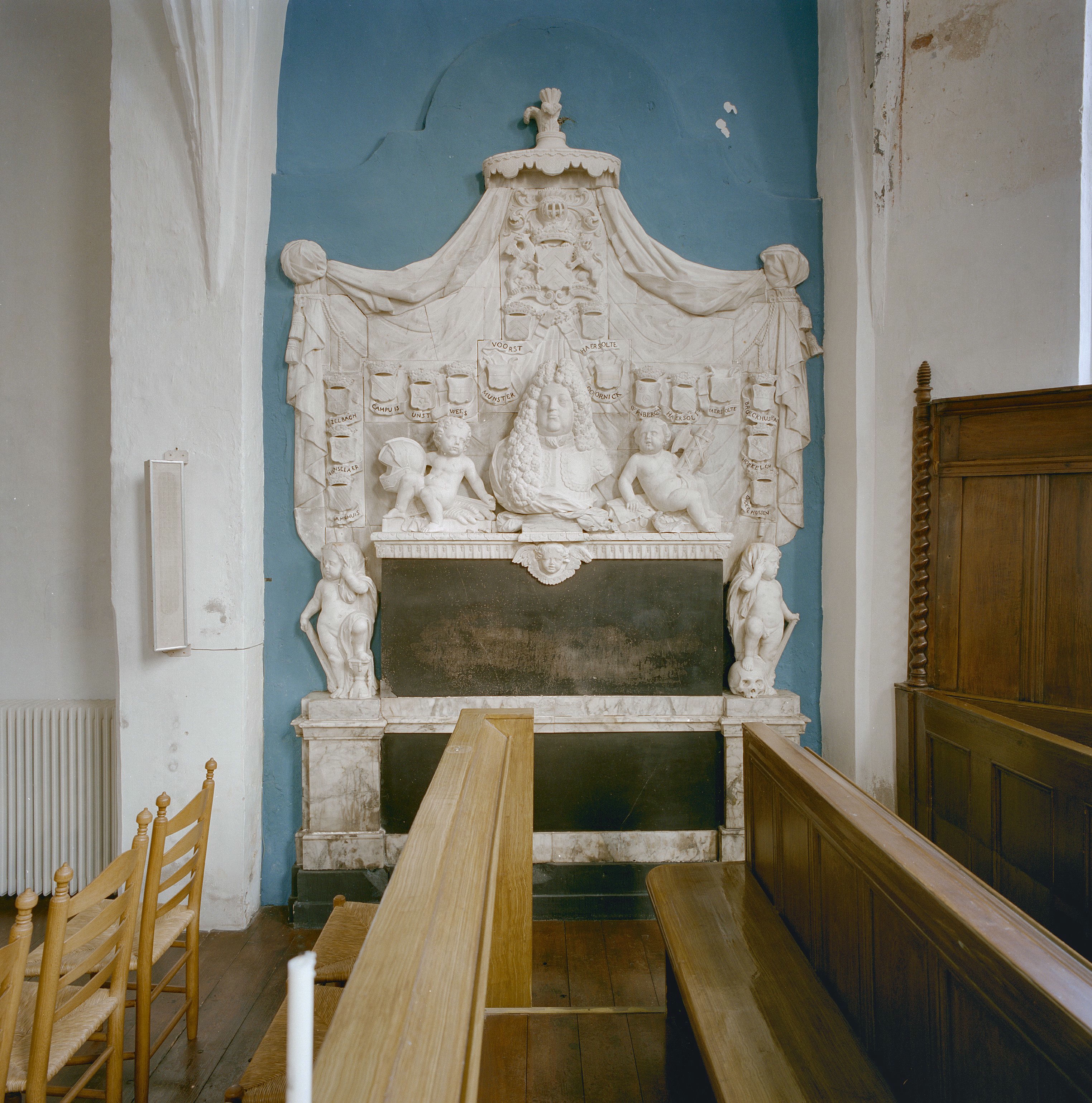
Grafmonument in de kerk van Wijhe